# زیردریایی کلاس ای (۱۹۰۳)
زیردریایی کلاس ای (۱۹۰۳) (به انگلیسی: A-class submarine (1903)) یک کلاس از زیردریایی است که طول آن ۱۰۵ فوت ۰ ۱⁄۲ اینچ (۳۲٫۰۲ متر) می‌باشد.